# Вулиця Лисенка (Львів)
Ву́лиця Ли́сенка — вулиця у Личаківському районі міста Львова, у місцевості Кайзервальд. Прямує від вулиці Винниченка до Лісної.

## Історія

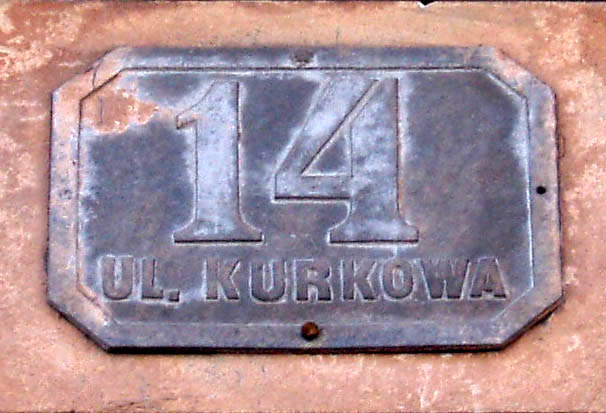
Табличка, що збереглася на колишній Бурсі Народного дому. Назва вулиці 1871—1941 років

До середини XIV століття центр Львова був зосереджений довкола торговельної площі, що нині має назву Старий Ринок. Нинішня вулиця Лисенка є частиною старої траси так званого «Глинянського гостинця» — дороги, що вела від ринку до міста Глиняни і далі на Київ. Гостинець проходив орієнтовно початком нинішньої вулиці Максима Кривоноса; далі — відрізком вулиці Лисенка; вулицею Заньковецької; Личаківською.
З отриманням Львовом магдебурзького права центр міста було улоковано дещо південніше, що призвело до появи нової траси Глинянського гостинця — нині початкова ділянка вулиці Личаківської. Одна зі старих назв Личаківської — власне «Глинянський гостинець». Стара ж дорога з часом отримала назву «Горішній глинянський гостинець» (горішній, через те, що проходив вище основного, по південному схилі гори званої «Змієвою»). Горішній гостинець втратив своє значення і став закинутою дорогою. Однак у документах, що стосувались землекористування вона фігурувала ще довго, оскільки від часів локації нового міста слугувала межею двох ділянок: першого міського лану і Цаплинського лану.
У XVII столітті на схилі Змієвої гори посадили виноградники. Вино виробляли переважно для власного споживання. До кінця XVIII століття місцевість залишалася малозаселеною. Активно забудовувати вулицю почали в середині XIX століття. Один із перших будинків збудувало «Куркове товариство», початково покликане навчати міщан стрільби, котре з часом перетворилося на клуб заможних львів'ян. 1783 року товариство купило так званий сад Чечевичів і облаштувало там стрільбище.
Будинки непарної сторони, розміщені на краю давньої посілості, обмеженої сучасними вулицями Максима Кривоноса, Винниченка, Лисенка, і Гуцульською. Початково ця ділянка належала родині Жолкевських, згодом Собєських (це дало назву місцевості — «Собіщизна»). У 1642 році Якуб Собеський заснував на цій території монастир кармеліток босих, передавши йому у власність дану посілість. 1769 року монастир передав частину земель на 150 років у користування архітекторові Петрові Полейовському і його спадкоємцям. Однак право користування багаторазово переходило до різних господарів. У 1778 році черговий власник, міщанин Йоган Франек збудував тут корчму із танцювальним залом під назвою «Weteranische Hohle» (Печера ветеранів). Редути у цьому закладі набули популярності. Корчма пропрацювала до другої половини XIX століття.

## Назва
У зв'язку з появою стрільниці «Куркового товариства» вулиця отримала назву — Стрільницька. Розрізняли дві частини вулиці: Стрільницьку Верхню і Стрільницьку Нижню. 1789 року збудовано будинок Куркового товариства, котрий у значно перебудованому вигляді зберігся донині і має номер 23-a.
1871 року вулиця отримала офіційну назву Куркова від слова kurek (півень). Півень, символ пильності, служив емблемою Куркового товариства, нагадуючи про бойове минуле.
Наприкінці XIX століття також часом звали Вулицею Святого Антонія через костел святого Антонія, розташований неподалік.
За часів німецького окупаційного режиму в листопаді 1941 року вулицю перейменовано на Унґарштрассе (нім. Ungarstraße — Угорська) на честь союзників Німеччини у другій світовій війні.
1944 року назву Куркова на короткий час повернена, а в 1945 року вулиця отримала нову назву — Лисенка, на честь видатного українського композитора Миколи Лисенка.

## Опис
Вулиця розташована на сході колишнього львівського передмістя, повністю у межах міського Личаківського району. Довжина — 950 м. Нумерація будинків бере початок від вулиці Винниченка. Покриття — бруківка, частково асфальт. Від парної сторони відгалужуються вулиці Бобанича, Заньковецької, Мала і Садовського. Від непарної сторони — вулиця Гуцульська, Миклухо-Маклая, а також стежка зі сходами в дворі будинку 23-а, що прямує до незаселеної частини вулиці Барвінських. Між будинками під № 29 та № 33 є другий прохід сходами на вулицю Барвінських й до дитячої лікарні «Охматдит».
2 грудня 1993 року ухвалою Львівської обласної Ради народних депутатів було утворено Регіональний ландшафтний парк «Знесіння». Вулиця Лисенка стала його південною межею, що відділяє сам парк від охоронної зони парку.

## Будівлі

### З непарного боку вулиці

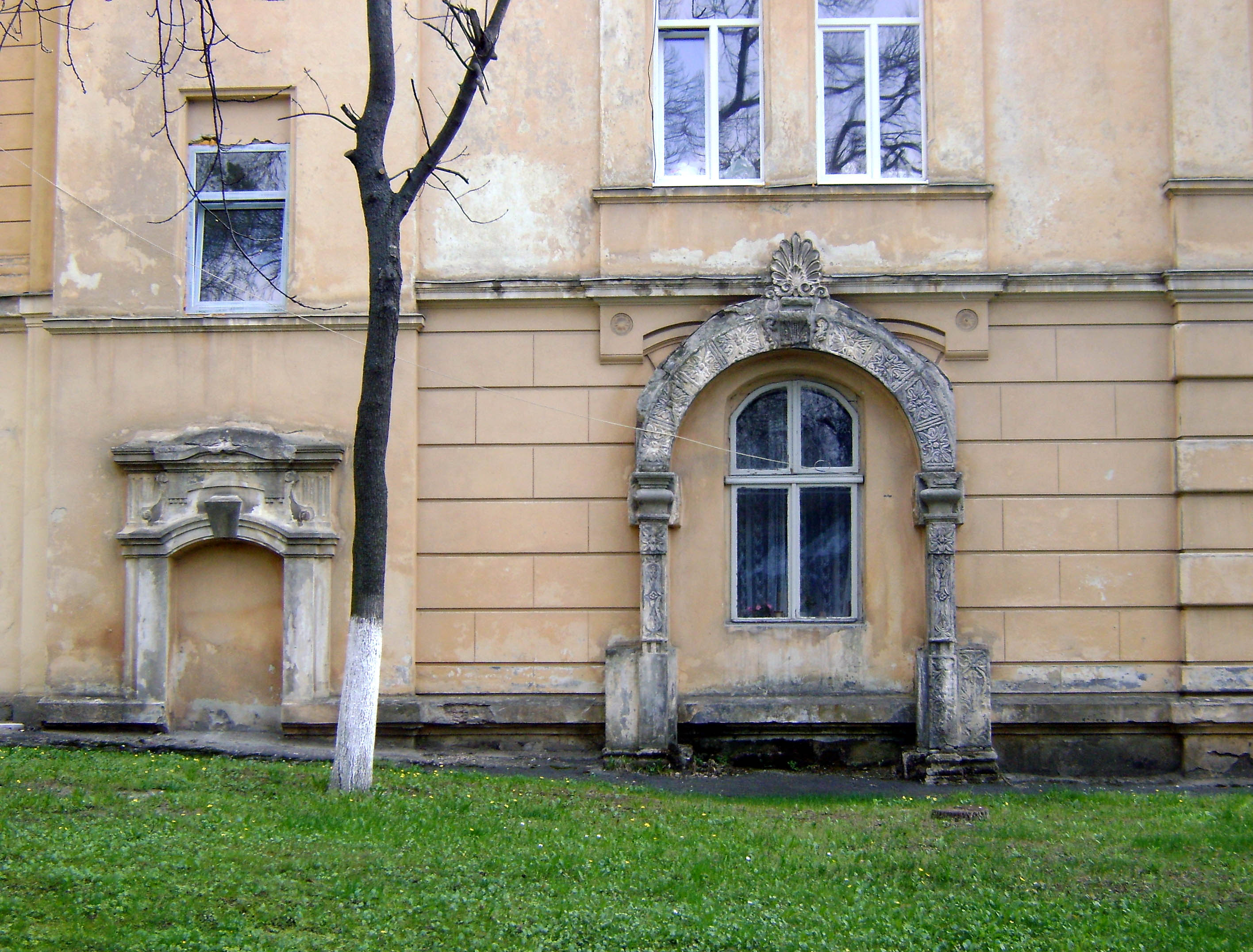
Портали францисканського монастиря у стіні будинку № 17

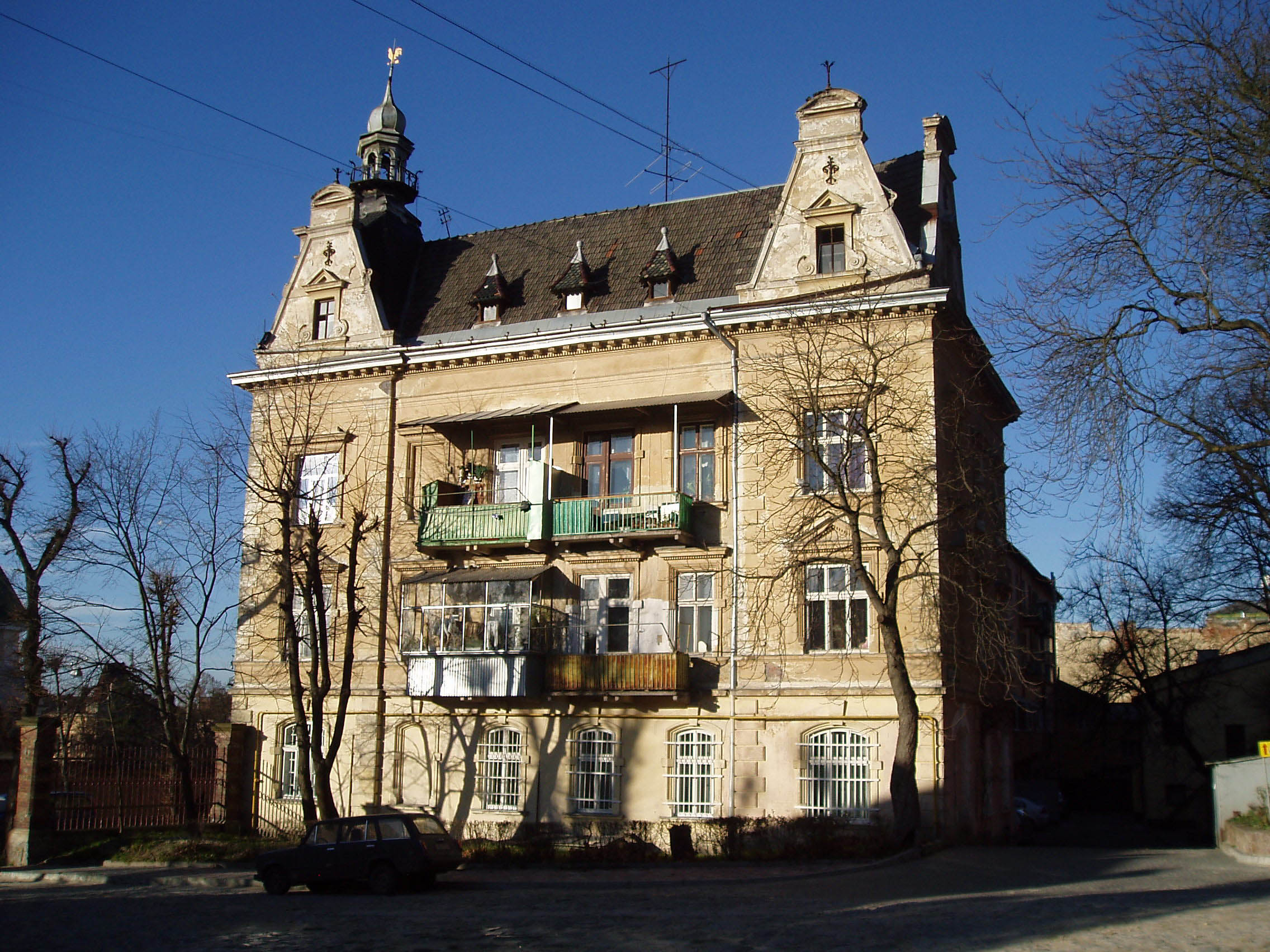
Колишня прибуткова кам'яниця Куркового товариства (№ 23)

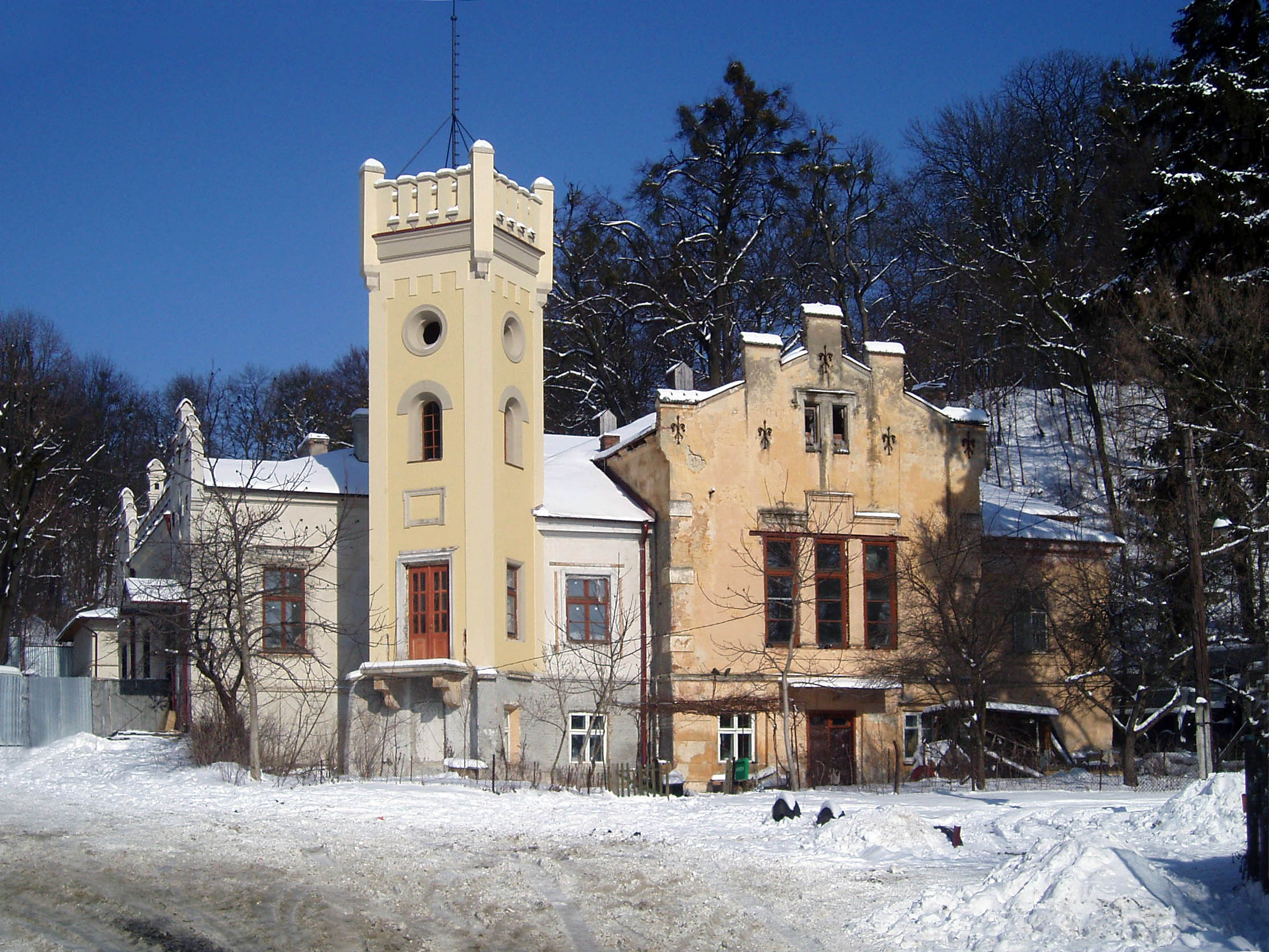
Будинок Стрілецького товариства (№ 23а)

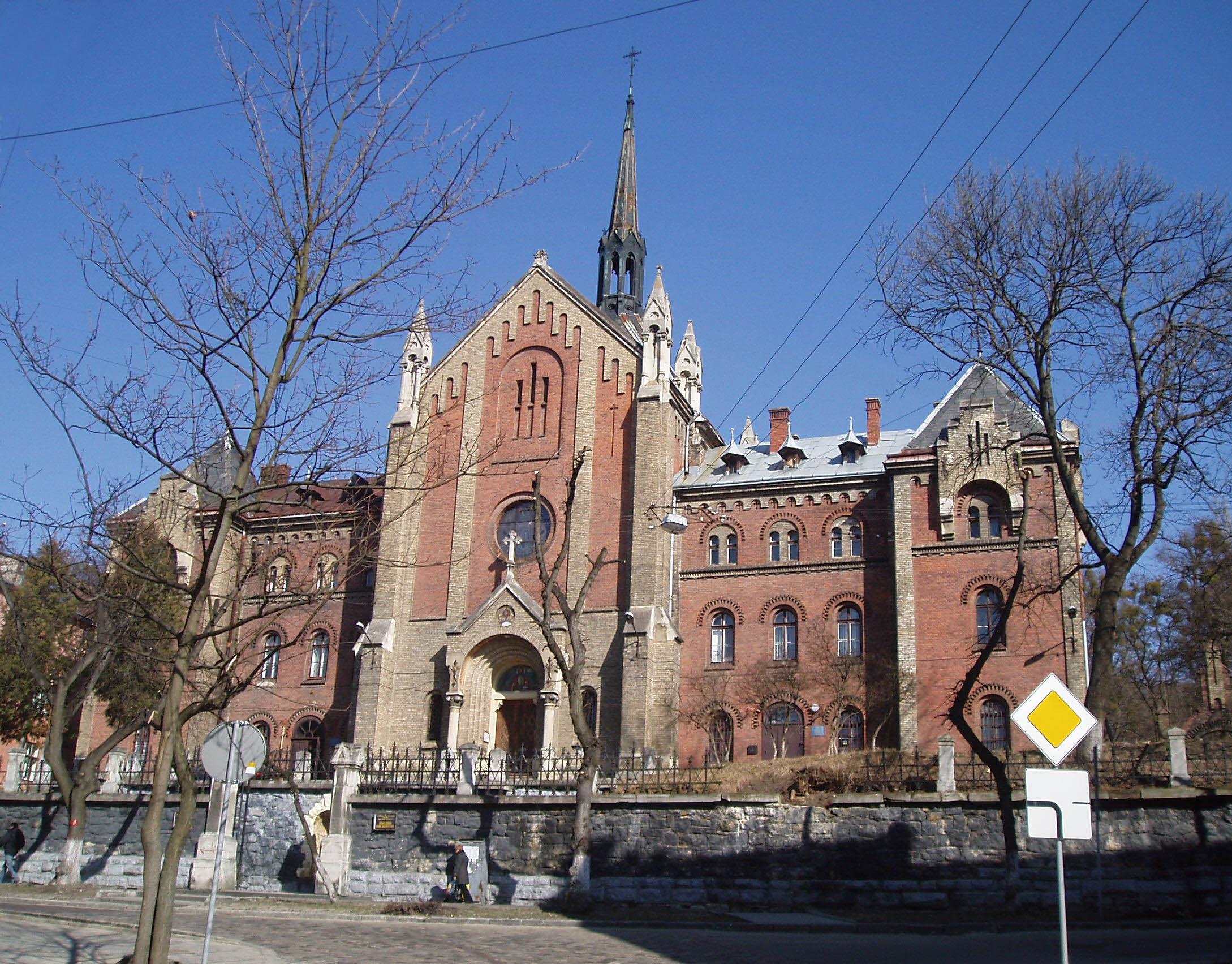
Храм святого Іоана Золотоустого (№ 43)

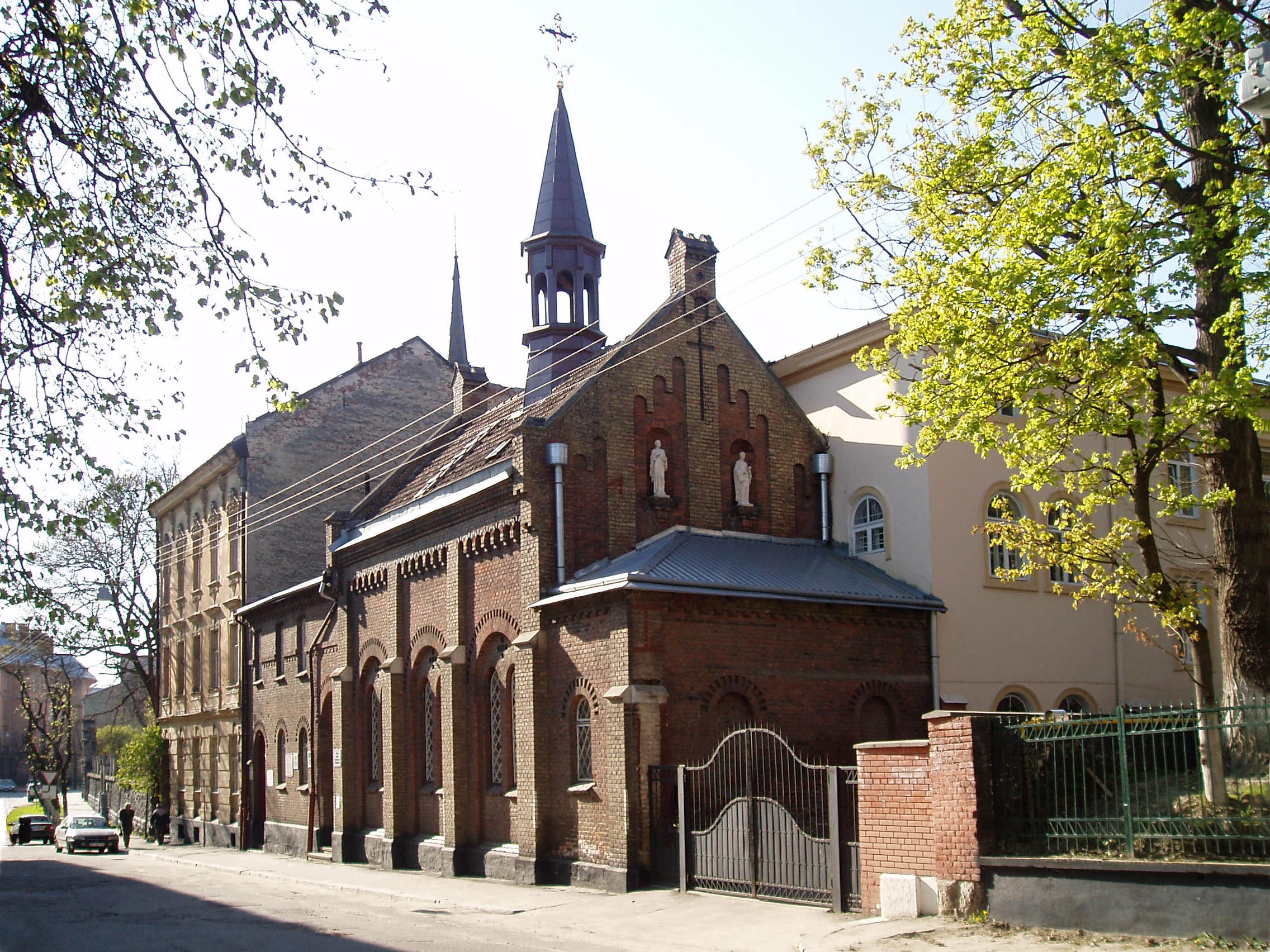
Церква безсребреників Косми і Дам'яна (№ 45)

№ 1 — колишня чиншова кам'яниця Алоїзії Ґабленц, збудована у 1837—1838 роках. Розташовується на розі з вулицею Винниченка (друга адреса — вул. Винниченка 24). Архітектори Йоган Зальцман і Флоріан Ондерка. Тут у 1839 році професор Львівського університету Йоганн Ґлойзнер виготовив перші у Львові дагеротипи. У середині XIX століття тут мешкав архітектор Йозеф Енґель. Від 1912 року відомий як будинок Наукового товариства імені Шевченка. 23 вересня 2008 року внесений до переліку пам'яток культурної спадщини, що не підлягають приватизації.
№ 3 — житловий будинок, споруджений у 1839—1840 роках за проєктом архітекторів Йогана Зальцмана та Флоріана Ондерки. У цьому будинку від 1894 року мав майстерню український скульптор Станіслав Євстахій Щуплакевич, у 1916—1918 роках мешкала актриса Катерина Рубчакова, у міжвоєнний період в будинку містився фотосалон «Віарус» Бенецького.
№ 5 — житловий будинок, споруджений у 1839—1840 роках за проєктом архітекторів Йогана Зальцмана та Флоріана Ондерки. На початку XX століття тут діяла аптека Яна Лопатинського та Адольфа Ляндеса. Нині на першому поверсі міститься аптечна крамниця № 2 мережі аптек «3і».
№ 7 — житловий будинок у стилі неоренесансу споруджений за проєктом Мавриция Зильберштайна й Альфреда Каменобродського в 1891—1895 роках. На початку XX століття тут проживав український літератор і громадський діяч Михайло Павлик. У дворі будинку до кінця XIX століття простояла споруда колишньої «Weteranische Hohle». Від 1877 року в ній розміщувалося Польське товариство гімнастичне «Сокіл» (не плутати з українським «Соколом», що постав пізніше — 1894 р.). У цьому будинку провів свої дитинство та юність відомий краєзнавець та культовий гід Петро Радковець. 27 квітня 2024 року Петру Радковцю мало б виповнитися 60 років і саме у цей день у Львові відкрили меморіальну таблицю на фасаді цього будинку. Дизайн меморіальної таблиці створив Юрій Крукевич. Ідею встановлення меморіальної таблиці запропонувало «Товариство Лева», учасником якого був сам гід.
№ 9, 11, 11а — комплекс чиншових кам'яниць у стилі неоренесансу. Збудовані за спільними проєктами Мавриция Зильберштайна й Альфреда Каменобродського. У будинку № 11 мешкав із дружиною Марією ідеолог українського націоналізму Дмитро Донцов.
№ 15 — адміністративний будинок, колишній Палац Дідушицьких. Збудований у 1849 році, як вілла Е. Віняжа. Викуплений Володимиром Дідушицьким у 1856 році і до початку XX століття пережив ряд ґрунтовних перебудов за участі архітекторів Вінцента Равського-старшого, Йозефа Енґеля, Владислава Галицького. З часом став відкритим для широкого загалу музеєм, де розміщувалася фамільна колекція творів образотворчого мистецтва. Після другої світової війни в палаці розташувалася структура служби безпеки Радянського Союзу, в час Незалежності — Управління військової контррозвідки СБУ у Західному регіоні (військова частина Р—9155). Колишні стайні були реконструйовані на помешкання. 23 вересня 2008 року будівлю внесено до переліку пам'яток культурної спадщини, що не підлягають приватизації. У 2009 році розпорядженням КМУ від 8 квітня 2009 року № 382-р «Про передачу майнових комплексів військових містечок» будівлю передано Службі Безпеки України.
№ 17 — попередній будинок на цьому місці існував уже в середині XIX століття. Відомо, що від 1861 до приблизно 1863 року тут діяло фотоательє Рудольфа Едера. Нинішній будинок звела 1895 року як чиншову кам'яницю на замовлення Володимира Дідушицького фірма «Спілка архітекторів — Володимир Підгородецький і Якуб Баллабан». У західну бічну стіну, що виходить на подвір'я палацу Дідушицьких, вмуровано портал Францисканського монастиря з вулиці Театральної, зруйнованого 1848 року обстрілом Львова. Від 1897 року в будинку мав власну творчу майстерню живописець Міхал Адам Созанський (1853—1923). Тут у період від 1899 до 1939 діяла публічна бібліотека Дідушицьких — так звана Поторицька бібліотека. 23 вересня 2008 року будівлю внесено до переліку пам'яток культурної спадщини, що не підлягають приватизації.
№ 21 — чотириповерхова чиншова кам'яниця Куркового товариства, збудована 1898 року за проєктом Альфреда Каменобродського. Оздоблення фасадів виконала майстерня Людвіка Тировича. Нині це — житловий будинок. На першому поверсі міститься Львівський обласний бібліотечний колектор.
№ 23 — триповерхова чиншова кам'яниця збудована 1899 року у стилі пізнього історизму архітектором Альфредом Каменобродським. Флюгер на мініатюрній вежі зроблено у вигляді півня, що нагадує про колишню назву вулиці та Куркове товариство, що містилося у будинку поруч.
№ 23а — будинок колишнього Куркового товариства, споруджений 1871 року за проєктом архітектора Йозефа Енґеля в колишньому «Саду Чечевичів», придбаному товариством ще 1783 року. У цьому будинку 1868 року відбулися установчі збори майбутнього товариства «Просвіта». 10 березня 1869 року організовано перший у Львові шевченківський концерт. Тут також у 1877 році проводилось навчання студентів щойно створеної Художньо-промислової школи (нині ЛДКДУМ ім. Івана Труша). У радянські часи тут влаштовано тир ДТСААФу, а також використовувався для занять ансамблю пісні і танцю Прикарпатського військового округу. У 2000-х роках інститут «Укрзахідпроектреставрація» розробив проєкт реставрації стрільниці (архітектори Петро Підсаднюк (ГАП), Ганна Новаківська, Богдан Гринько, Олександра Кулинська, Світлана Лойчук, Орися Уніят, конструктори Антоніна Гевак, Ольга Савчак, Ірина Солтис). Після реставрації в будинку розмістили Музей національно-визвольної боротьби (філіал Львівського історичного музею).
Із колишнім садом Чечевичів пов'язані спроби створити у Львові ботанічний сад. 1823 року професор ботаніки Ернст Віттман взявся упорядковувати його. Було збудовано оранжереї та підготовано ділянки для посадки рослин, однак через брак коштів втілити задум не вдалося. 1829 року Віттман виїхав до Відня. Ще одна спроба впорядкувати сад була зроблена Франциском Голумбеком у 1833 році, але також не доведена до кінця.

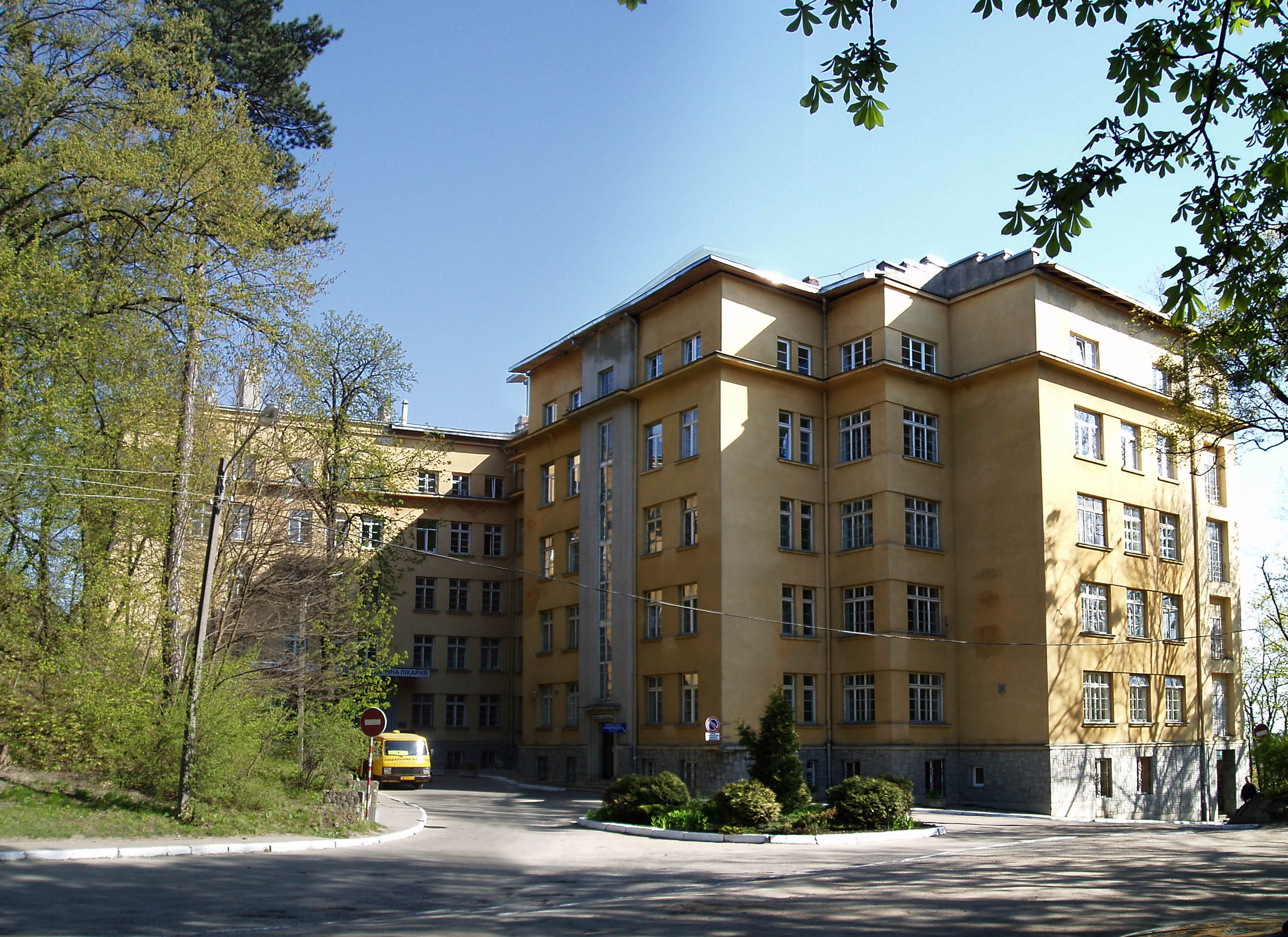
Львівська обласна дитяча клінічна лікарня «Охматдит»

№ 25 — триповерховий житловий будинок. До 1939 року — родинна кам'яниця родини Райхертів. У 1920—1930-х роках тут була скульптурна майстерня Яніни Райхерт-Тот.
№ 29 — триповерховий житловий будинок у неороманському стилі. Тут від початку XX століття мешкав польський історик філософії, професор Львівського університету Олександр Раціборський.
№ 31 — комплекс будівель Львівської обласної дитячої клінічна лікарні «Охматдит», розташований вище за усі інші будівлі вулиці на схилі Змієвої гори. П'ятиповерховий, на високому цоколі, головний корпус лікарні споруджений у 1927–1930 роках у стилі модернізованого неокласицизму та два триповерхових корпуси, збудовані близько 1930 року у стилі функціоналізму за проєктом Адольфа Каменобродського (у співавторстві з Казимиром Каменобродським) як санаторій Товариства соціального страхування. Проїзд автотранспортом від вулиці Лисенка закрито брамою, і можливий лише з вулиці Барвінських. У 2021 році в межах програми «100 років модернізму у Львові» Бюро спадщини ознакувало будинок інформаційною табличкою.
№ 39 — будинок у глибині ділянки, на підвищенні. У 1850—1939 роках тут містився «Заклад охорони убогих хлопців під опікою святого Антонія». Інтер'єр свого часу оздоблювала скульптура святого Антонія авторства можливо Ципріана Годебського. У часи незалежності тут влаштовано приватний дитячий садок «Ерудитиня».
№ 43 — храм святого Іоана Золотоустого та Львівська православна богословська академія Православної церкви України. Комплекс будівель зведено у 1877—1889 роках за проєктом Юліана Захаревича. Стилістично будівля поєднує риси романського та готичного стилів, символічно нагадуючи про час і місце утворення францисканського ордену, оскільки початково це був костел Найсвятішого Серця Ісусового і монастир францисканок. Орден переселився до Львова після скасування прусською владою монастиря у Гнєзно. 1939 року частину монастиря реквізовано радянською владою, а 1946 року францисканки остаточно виїхали зі Львова. По приїзді до Польщі вони утворили два нових монастирі у Клодзко і Зомбковіцах-Шльонських. У радянський час тут було влаштовано архів, пізніше — госпіталь для інвалідів Великої Вітчизняної війни, диспансер і відділення клінічної інфекційної лікарні. Інтер'єр храму в радянський час зазнав значних ушкоджень, по-варварськи знищено п'ять вівтарів, амвон, сповідальниці. Усі знищені предмети становили значну мистецьку цінність. У їх створенні взяли участь відомі львівські і закордонні скульптори, зокрема: Леонард Марконі, Тадеуш Сокульський, Томаш Сосновський. До нашого часу збережено лише високохудожні вітражі кінця XIX століття, виготовлені у Мюнхені фірмою Франца Маєра. У 1994 році львівським інститутом «Укрзахідпроектреставрація» проведено їх реставрацію.
№ 45 (до 1939 року — вул. Куркова, 37) — колишня каплиця Матері Божої Неустанної Помочі та монастир Кармеліток Босих. 1888 року графиня Кароліна Рачинська та її чоловік Кароль Едвард придбали ділянку, на якій стояли дві муровані кам'янички, у яких оселилися черниці ліквідованого пруською владою у Познані монастиря сестер Кармеліток Босих. Для них у 1889—1890 роках за проєктом Юзефа Каетана Яновського в неороманському стилі збудована невеличка каплиця. Монастир виявився замалий для Кармеліток Босих і наприкінці 1895 року кармелітки переселились до новозбудованого коштом Рачинських монастиря, що на нинішній вулиці Чупринки. 1897 року монастир придбано монахинями ордену Францисканок Родини Марії. 1903 року фірмою Івана Левинського здійснено чергову розбудову. Ліворуч до каплиці прибудовано двоповерхове приміщення фурти (прохідної), а з правого боку до каплиці — двоповерховий корпус келій монастиря. 1926 року сюди перенесено головне управління ордену у Львові. Францисканки покинули монастир 1946 року. Нині багато предметів культу і внутрішнього оздоблення цього храму опинились у францисканських монастирях у Варшаві, Шамотулах та Познані. В радянський час у келіях монастиря містилася інфекційна лікарня (нині — КЗ ЛОР «Львівський обласний центр з профілактики та боротьби зі СНІДом»), а в самому храмі було влаштовано «Червоний куток». 1998 року храм наново освячений як Церква безсребреників Косми і Дам'яна та належить Українській греко-католицькій церкві. На початку XXI століття внутрішній інтер'єр каплиці розписано художниками Богданом Балицьким та Юрієм Герегою у реалістичній манері. Будинок внесений до Реєстру пам'яток архітектури місцевого значення під охоронним № 1625-м. 
16 березня 2024 року, на фасаді храму безсребреників Косми і Дам'яна, відкрили та освятили меморіальну таблицю Блаженнішому Любомиру Гузару, патріарху-предстоятелю Української греко-католицької церкви, почесному громадянину та уродженцю Львова. Саме у цьому храмі весною 1933 року охрестили Блаженнішого Любомира. Чин благословення пам'ятної таблиці звершив глава УГКЦ Блаженніший Патріарх Святослав. Також Блаженніший Патріарх Святослав освятив катехитичний клас імені Любомира Гузара, який відкрили при храмі.
№ 47, 49 — колишній шпиталь святого Йосипа для невиліковно хворих. Перші корпуси у стилі неоренесансу зведені у 1884—1885 роках приватним коштом. Розраховані початково лише на 20 місць. Архітектор Кароль Пташек. 1900 року поряд був збудований новий корпус за проєктом фірми Івана Левинського. 1927 року за проєктом Чеслава Тульє у стилі функціоналізму розбудовано монастирську каплицю.
№ 53 — від радянських часів у будинку містилася Львівська допоміжна школа-інтернат № 103 для дітей із розумово-фізичними вадами. 1 серпня 2000 року школу-інтернат реорганізовано у навчально-реабілітаційний центр інтенсивної педагогічної корекції «Мрія». Нині — КЗ ЛОР «Навчально-реабілітаційний центр I-II ступенів „Мрія“».
№ 55 — чотириповерховий житловий будинок. У цьому будинку свого часу мешкав історик літератури, мистецтвознавець, директор міського архіву Кароль Бадецький.

### З парного боку вулиці

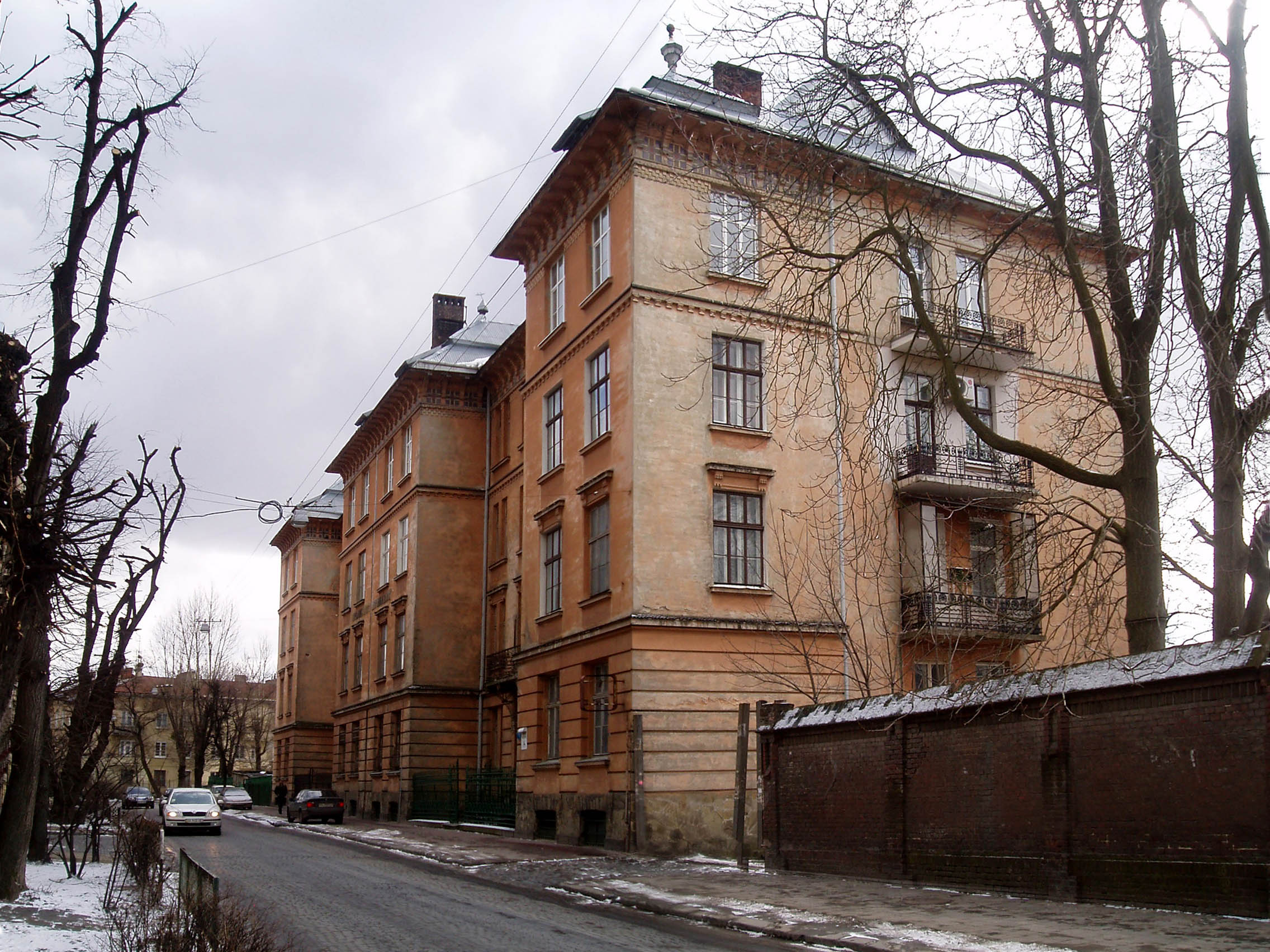
Будинок № 14. Колишня бурса інституту «Народний дім»

№ 2 — житловий будинок на розі з вулицею Винниченка. На першому поверсі міститься книгарня видавництва «Свічадо», котре знаходиться неподалік у монастирі студитів (вул. Винниченка, 22). Також у будинку розмістилась туристична фірма та кафе-бар. За основу споруди послужив одноповерховий будинок школи кінної їзди Юзефа Круппа, збудований у стилі класицизму у 1801 році. Про школу нагадує скульптурне зображення кінської голови, що збереглося з тих часів на бічному фасаді від вул. Винниченка. У 1891—1892 роках перебудований за проєктом архітектора Анджея Ґоломба у стилі історизму, в якому поєднані мотиви неоренесансу і необароко
. В період від 1876 до 1894 року в будинку містилася одна з двох майстерень скульптора Тадеуша Сокульського. Будинок внесений до реєстру пам'яток архітектури місцевого значення під охоронним № 974-м.
№ 4, 6, 8, 10 — колишні чиншові кам'яниці, збудовані у 1890-х за проєктом Мавриция Зильберштайна. Співавтор будинків № 4, 6, 8 — архітектор Анджей Ґоломб. В будинку під № 10 у 1903—1905 років діяло закордонне представництво Революційної української партії та зупинялись політики з Наддніпрянської України, зокрема Симон Петлюра. У 1911—1939 роках у цьому ж будинку містилося видавництво «Русалка», очолюване Григорієм Гануляком, друкарня видавництва — у Ставропігійському Інституті у Львові під управою Юрка Сидорака.
№ 12 — будівля Повітряного командування «Захід» (військова частина А-0780), збудована як австрійські військові казарми на початку 1850-х років. На думку дослідника військової історії Михайла Слободянюка, дана споруда — це так звані Казарми імені герцога Леопольда Сальватора, котрі без конкретної адреси не раз згадуються у путівниках початку XX століття. Здогад базується на геральдичних символах, що збереглися на фасаді казарм. За польських часів була міська та повітова комісії комплектації військ.
№ 14, 14а — наприкінці XIX століття — вул. Куркова, 6. У XVIII столітті на цьому місці був палацик М. Бекицького. На плані Львова з передмістями 1844 року на цій ділянці видно прямокутну в плані будівлю з великим внутрішнім подвір'ям. У 1906—1907 роках на цьому місці фірмою Івана Левинського за проєктом Олександра Лушпинського та Тадея Обмінського у стилі «гуцульської сецесії» споруджена будівля колишньої бурси (гуртожитку) Народного дому. Ковані металеві деталі слюсарної майстерні Михайла Стефанівського. Нині частина будинку зайнята під помешкання, а у лівому крилі (вул. Лисенка, 14а) міститься декілька відділів Львівської національної наукової бібліотеки України імені Василя Стефаника — Відділ наукової реставрації та консервації рідкісних видань, Кабінет картографії, Кабінет нової німецькомовної сучасної літератури, німецький читальний зал й австрійська бібліотека/.23 вересня 2008 року будівлю внесено до переліку пам'яток культурної спадщини, що не підлягають приватизації. За радянських часів до 1970-х років тут містилася львівська середня школа № 36 міського відділу народної освіти. Будинок № 14 внесений до Реєстру пам'яток архітектури місцевого значення під охоронним № 1327-м.
№ 22 — триповерховий житловий будинок. В будинку протягом 1906—1909 років мешкала польська письменниця Габріеля Запольська. Тут вона написала повість «Мораль пані Дульської».
№ 26 — на третьому поверсі будинку 1946—1975 роках мешкав художник-бойчукіст Охрім Кравченко та містилася його творча майстерня. 31 жовтня 2008 року в річницю смерті митця встановлено меморіальну таблицю (скульптор Володимир Ропецький, архітектор Ярослав Трескот).
№ 34 — двоповерхова вілла в стилі історизму з елементами народної архітектури. Збудована 1889 року фірмою Івана Левинського за проєктом архітекторів Івана Левинського і Яна Томаша Кудельського. У цьому будинку планується створення музею Івана Левинського. 4 вересня 2018 року наказом № 775 Міністерства культури України віллу внесено до державного реєстру нерухомих пам'яток України як пам'ятку архітектури місцевого значення під № 2987-м.

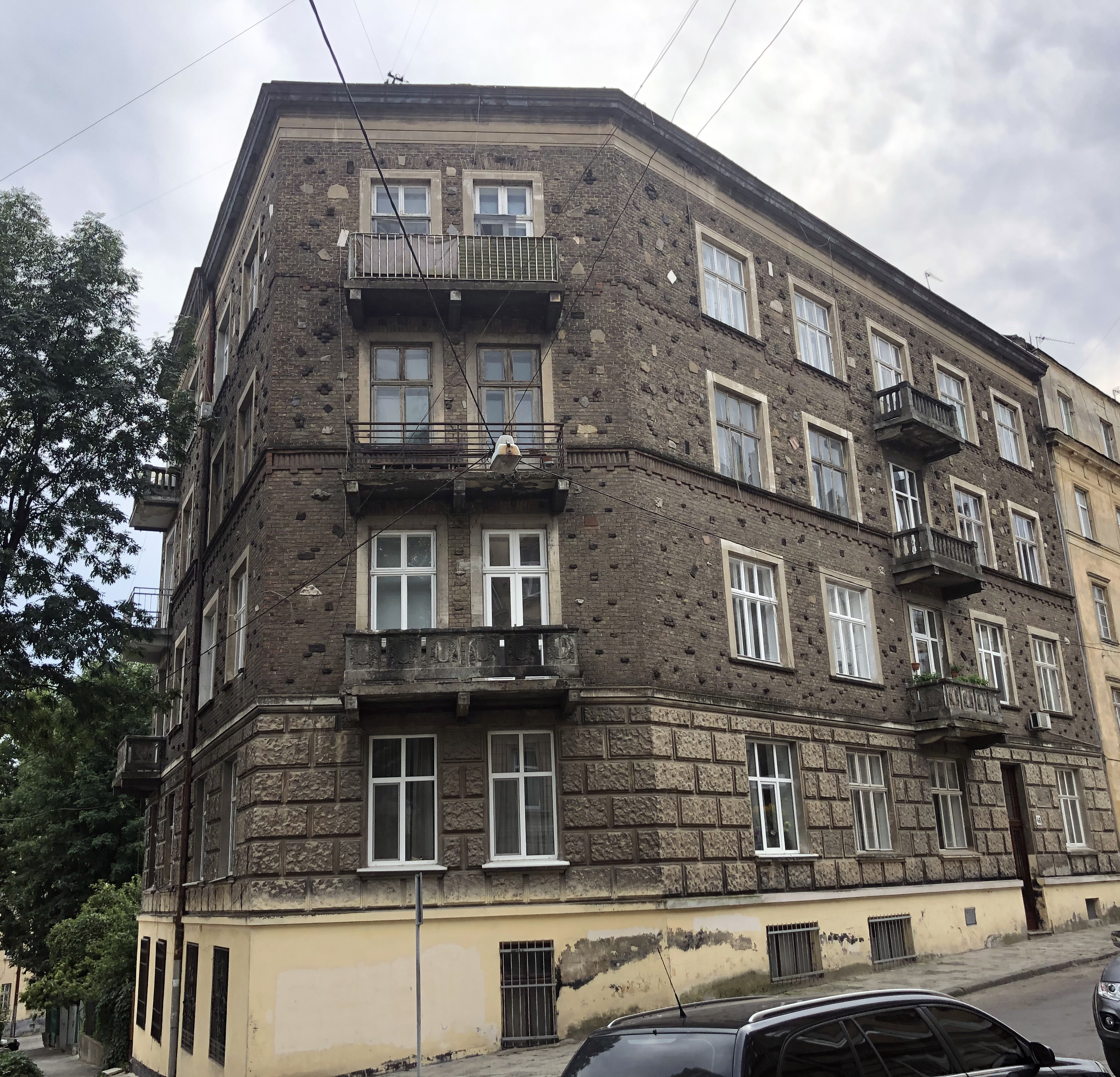
Будинок № 46

№ 46 — чотириповерховий житловий будинок на розі з вулицею Лісною, зведений 1913 року за проєктом Броніслава Бауера.

## Пам'ятники

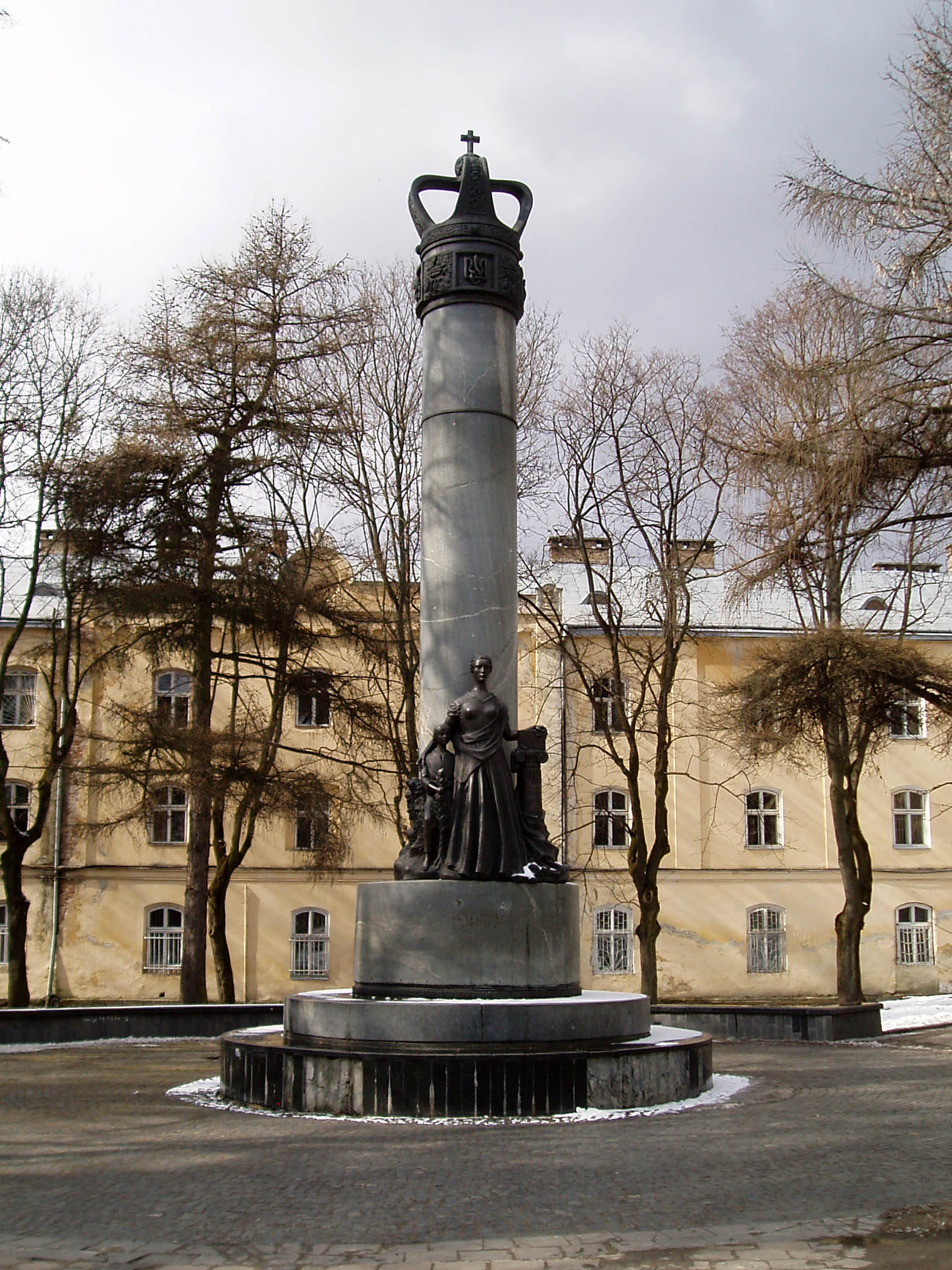
Пам'ятник «Просвіті» у сквері на місці колишньої Францисканської площі

### Колишня площа Францисканська
Сквер між нинішніми вулицями Просвіти, Тараса Бобанича та Лисенка за австрійських часів називався площею Францисканською, а пізніше — площею Гвардії Народової. Після 1939 року площа не має назви. 1982 року тут встановлено пам'ятник західноукраїнському письменнику-комуністові Олександрові Гаврилюку. Скульптори Еммануїл Мисько, Дмитро Крвавич, архітектор Мирон Вендзилович. На початку 1990-х років цей пам'ятник демонтований.
Пам'ятник «Просвіті» відкритий 8 травня 1993 року на честь 125-ліття діяльності організації. Скульптор Василь Ярич, архітектор Микола Обідняк. У 2004 році викрадено бронзову таблицю з фасаду пам'ятника.

### Подвір'я колишнього куркового (стрілецького) товариства
У травні 1891 року в подвір'ї перед будинком стрільниці на високому постаменті було встановлене кам'яне погруддя Яна III Собеського. Автор пам'ятника — активний член куркового товариства — скульптор Тадеуш Баронч. Постамент виконано в майстерні Вікторії Шімзер. Пропозиція 1898 року, встановити у парку стрільниці пам'ятник Шевченкові, авторства будівничого Михайла Маковича, не була підтримана магістратом.
Після 1949 року погруддя Собеському демонтовано, натомість на тому ж постаменті встановлено погруддя Сталіна, яке у 1956 році також було демонтоване.

## Транспорт
У 1951—1969 роках початком вулиці курсував трамвай № 12, котрий повертав на вулицю Гуцульську і далі по вулиці Кривоноса прямував до головної алеї парку «Високий Замок».
Автомобільний рух на вулиці двосторонній. Головна дорога з вулиці Винниченка (у напрямку з центру) змінює напрямок на вулицю Лисенка, потім знову змінює напрямок на вулицю Короленка. Від початку й до перехрестя з вулицею Заньковецької брукована, решта вулиці асфальтована.
У 2009—2013 роках вулицею курсував єдиний автобус «соціального маршруту» № 9 з кінцевими зупинками на площі Галицькій і біля лікарні «Охматдит» (вулиця Барвінських). Маршрут із пільговою ціною проїзду призначений для людей з особливими потребами. Інтервал — 1 година. Вихідний — неділя.
У серпні—вересні 2016 року курсував експериментальний автобусний маршрут від вулиці Під Дубом до Високого Замку та з кінцевою зупинкою біля Львівської обласної клінічної дитячої лікарні «Охматдит».